# Myrichthys maculosus
Myrichthys maculosus, comúnmente conocida como tieso ocelado, es una especie de pez de la familia Ophichthidae, nativa del Indo-Pacífico. Se lo encuentra ocasionalmente en el comercio de acuariofilia.

## Descripción
Myrichthys maculosus es un pez alargado con forma de serpiente de una longitud de hasta 1 metro aunque normalmente sea de 0,5 m de longitud. La cabeza es pequeña con un hocico corto y fosas nasales tubulares largas que apuntan hacia abajo. Hay dos filas de dientes en cada mandíbula y dos filas más en el paladar. La aleta dorsal tiene su origen justo detrás de la cabeza mientras que la aleta anal comienza a mitad del cuerpo; ambas corren hasta cerca de la punta de la cola. No hay aletas pélvicas ni aletas caudal y las aletas pectorales son pequeñas. Este pez es de color crema o amarillo, con manchas grandes, de color marrón o negro, circulares u ovaladas. Los peces jóvenes tienen una sola fila longitudinal de manchas, mientras que los adultos tienen tres filas. 

## Distribución y hábitat
M. maculosus se encuentra en la región tropical y templada cálida del Indopacífico. Su área de distribución se extiende desde África Oriental y el mar Rojo hasta la Polinesia Francesa y las islas Galápagos, y desde Japón hasta el este de Australia. No está presente en Hawái, donde es reemplazada por la magnífica anguila serpiente (Myrichthys magnificus). Habita lagunas, arrecifes, praderas marinas y llanuras arenosas, a profundidades de hasta 250 m.

## Ecología
Esta especie es principalmente nocturna, pero a veces se la puede ver durante el día nadando sobre áreas arenosas o con vegetación. Generalmente pasa el día enterrado en la arena, cavando primero con la cola. Tiene un sentido del olfato muy desarrollado que utiliza para localizar a sus presas, entre las que se incluyen crustáceos, anguilas serpientes rayadas y otros peces pequeños, mientras están enterradas en el sedimento. Por la noche, a veces se agrupa en grandes cantidades en lugares donde hay iluminación artificial. Se sabe poco sobre la reproducción de esta especie; los sexos están separados y las larvas tienen forma de hoja y se conocen como leptocéfalos.

## Galería de imágenes

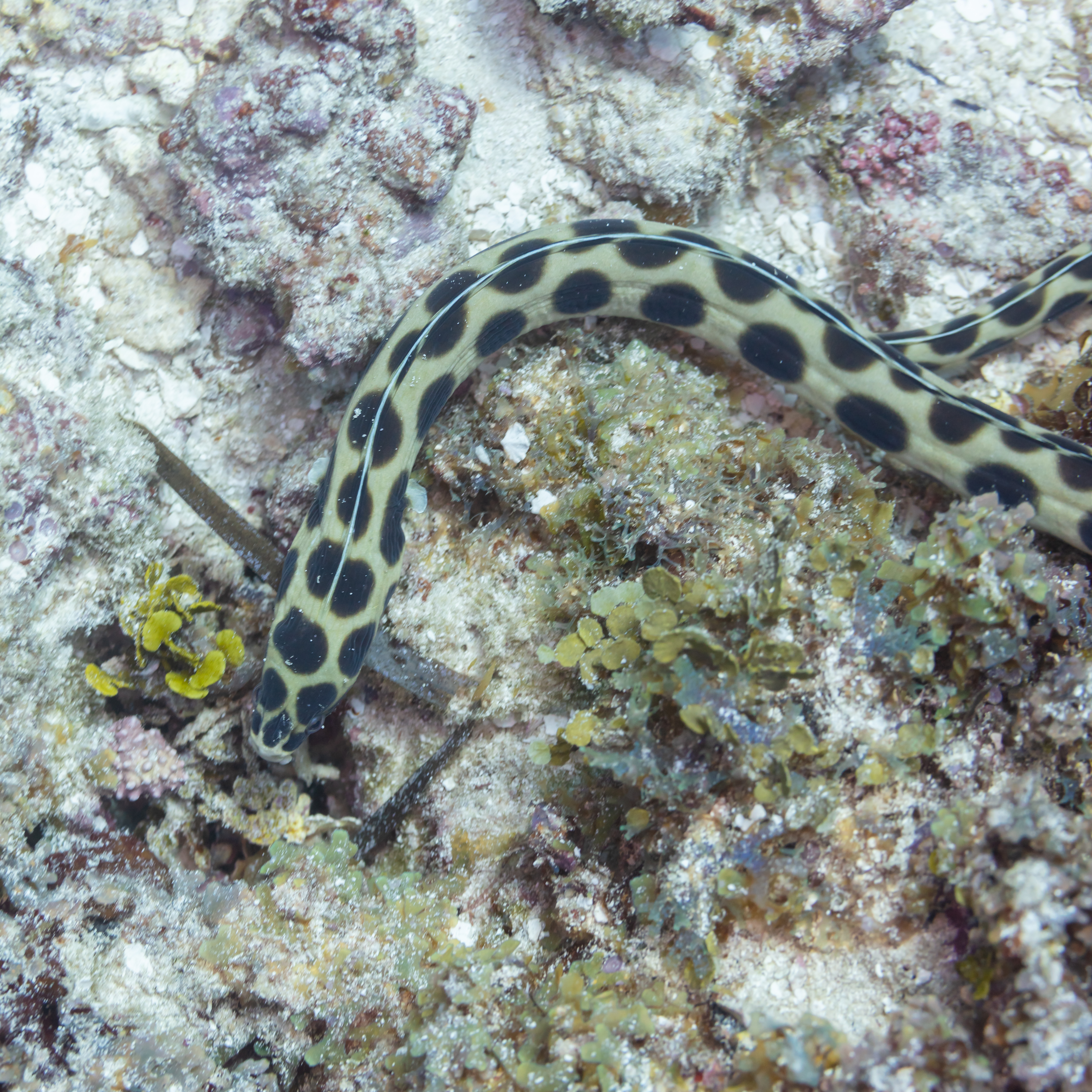
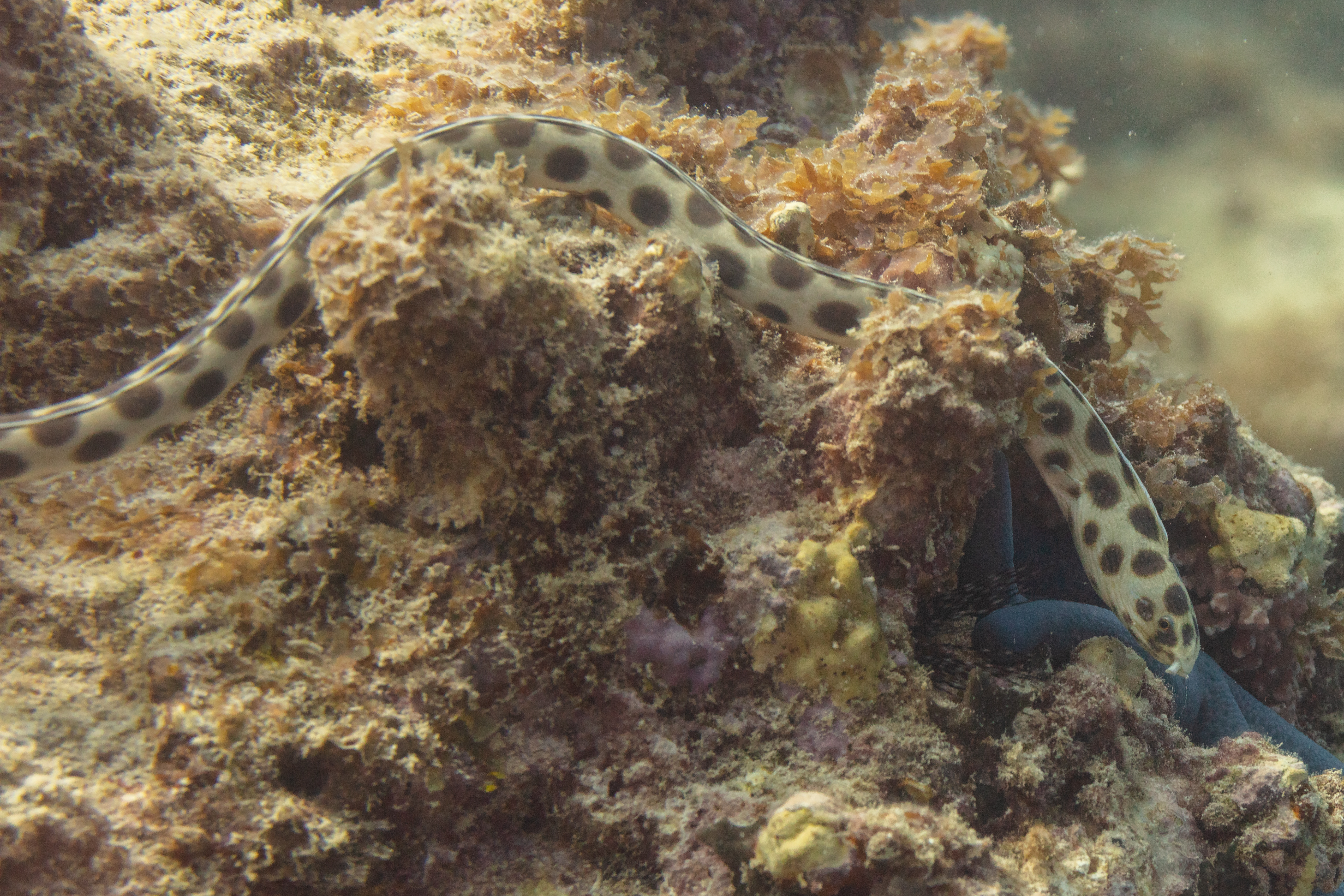
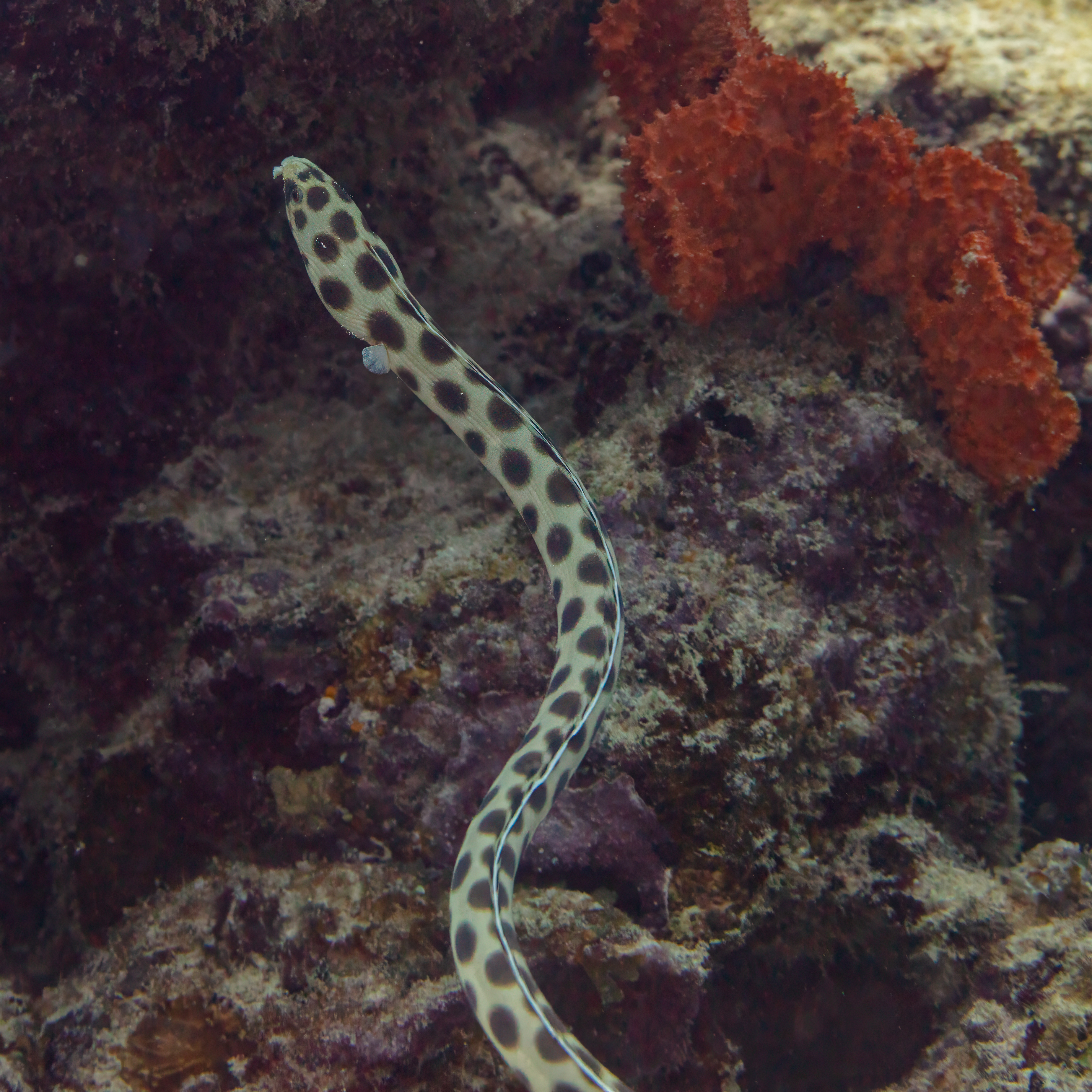
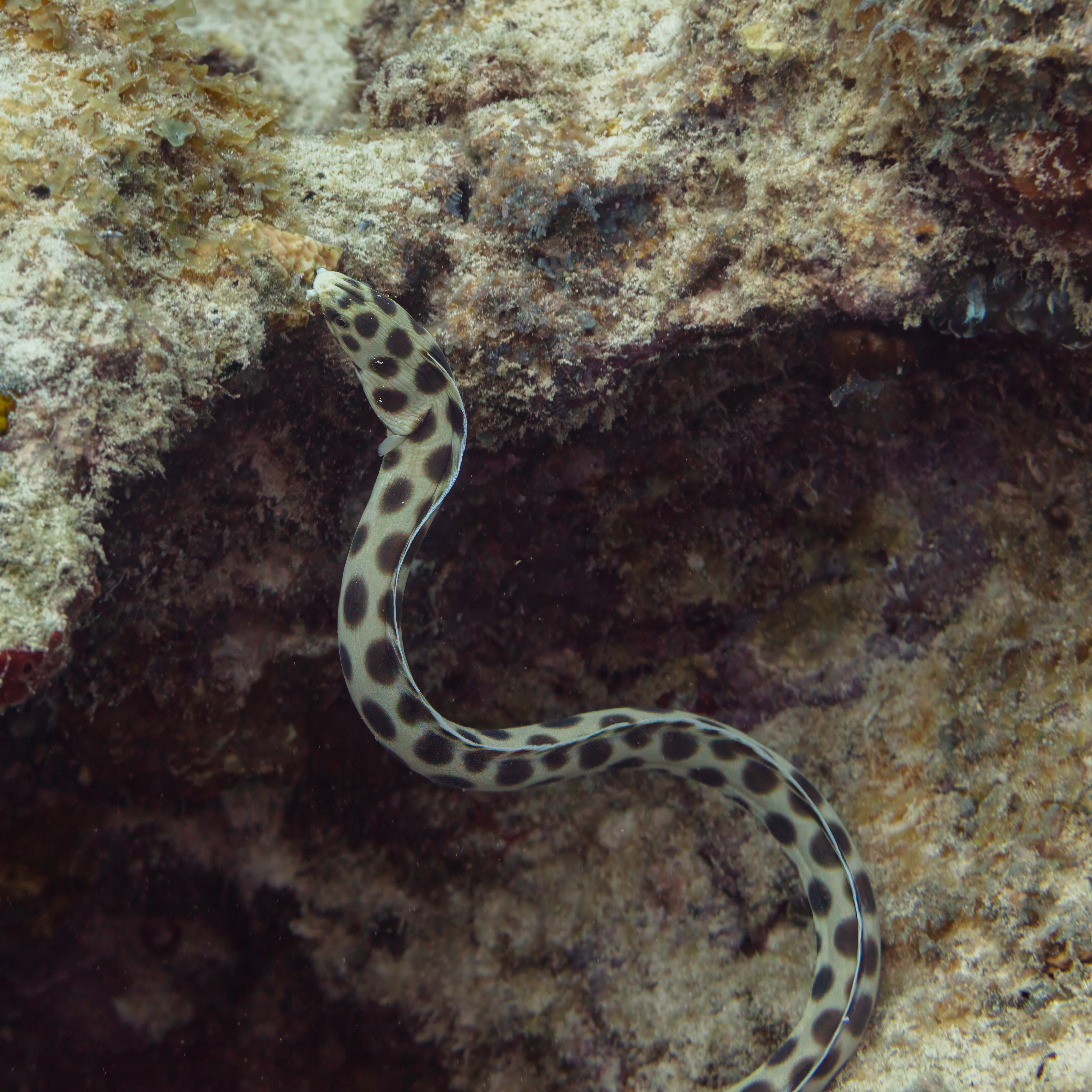
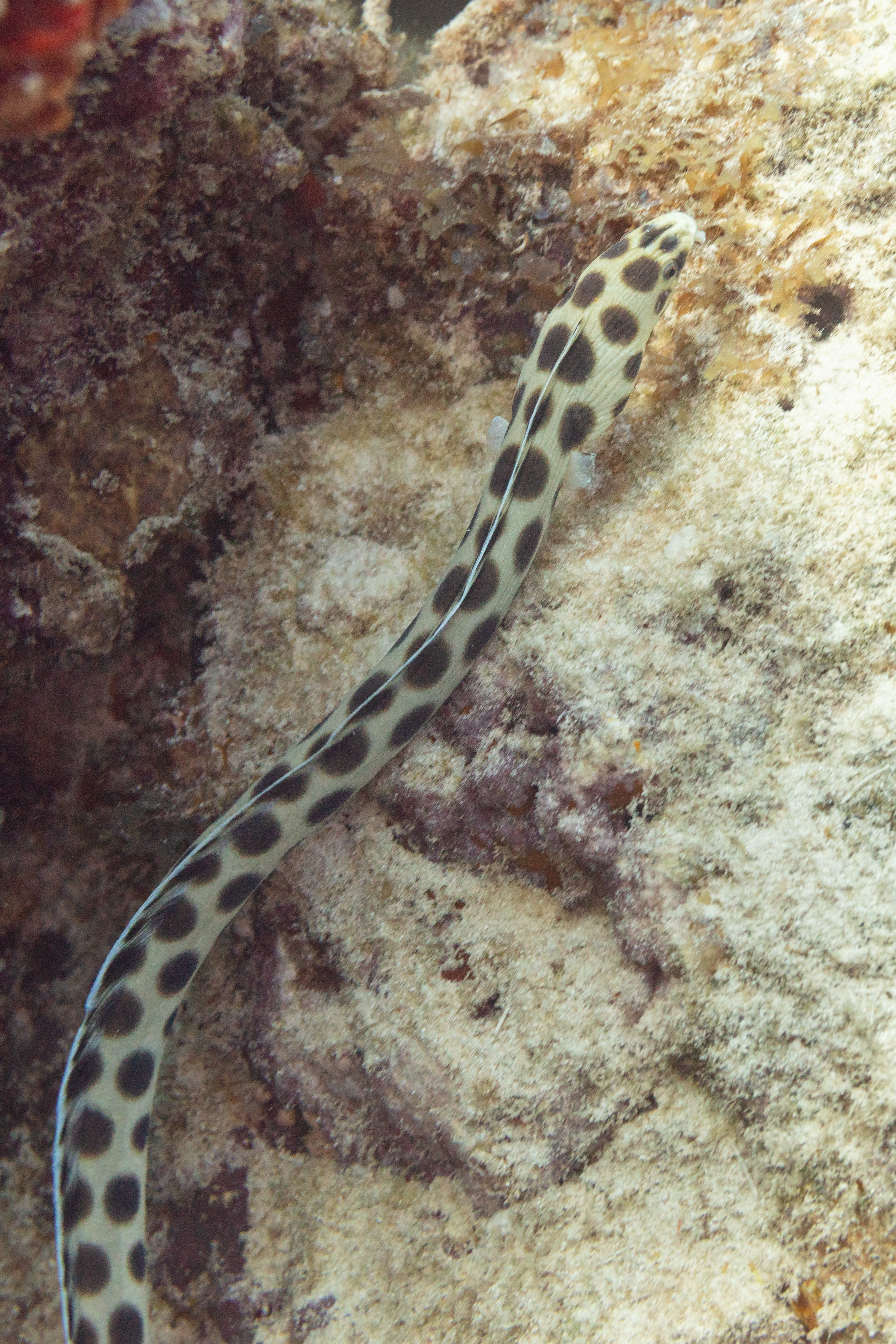
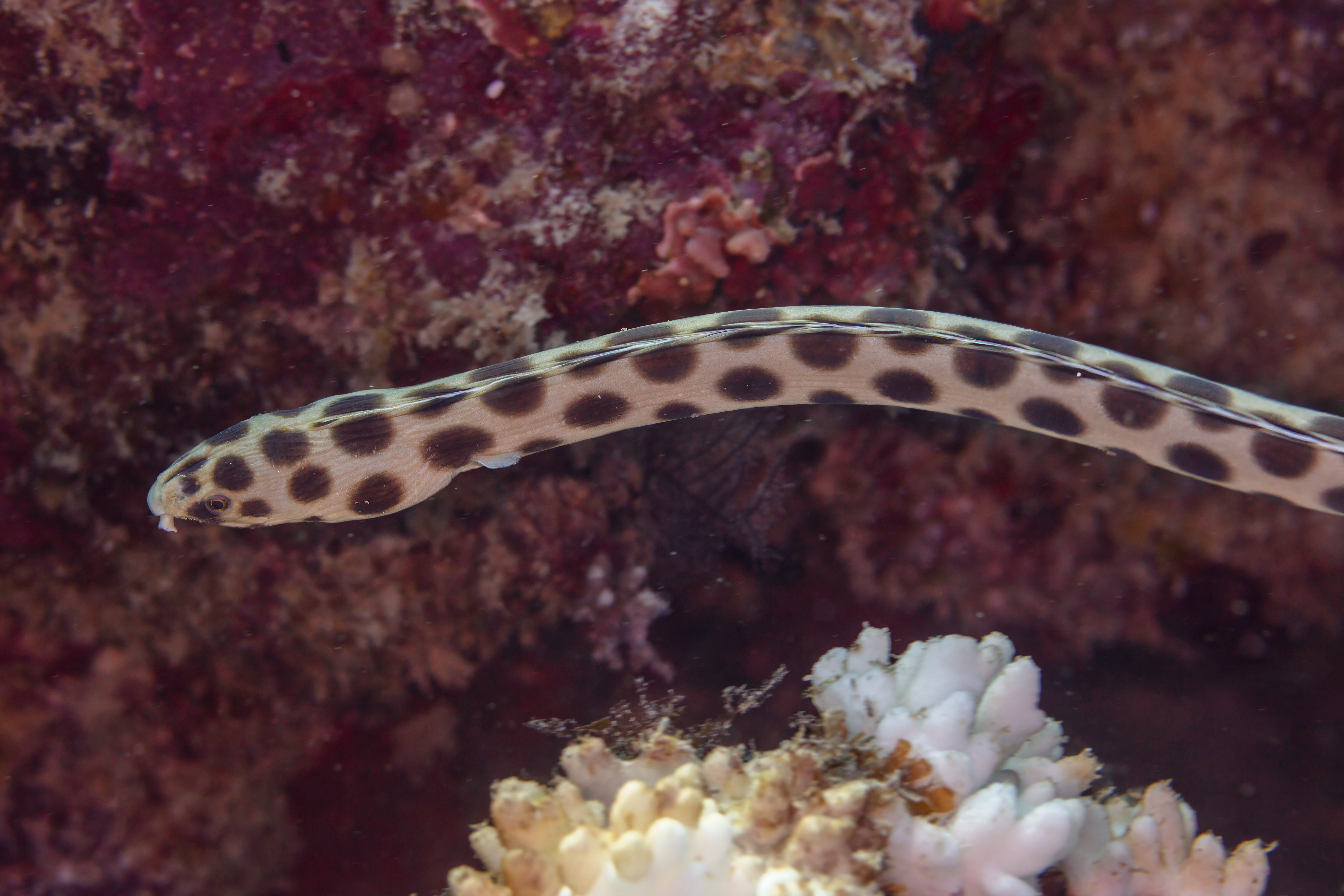